# Rafainovo, Bereg
Rafainovo (în ucraineană Рафайново, maghiară Rafajnaújfalu) este o comună în raionul Bereg, regiunea Transcarpatia, Ucraina, formată numai din satul de reședință.

## Demografie
Componența lingvistică a comunei Rafainovo
     Maghiară (96,41%)
     Ucraineană (2,57%)
     Alte limbi (1,02%)
Conform recensământului din 2001, majoritatea populației comunei Rafainovo era vorbitoare de maghiară (96,41%), existând în minoritate și vorbitori de ucraineană (2,57%).